# Benedetta Tagliabue
 (octobre 2023).
Si vous disposez d'ouvrages ou d'articles de référence ou si vous connaissez des sites web de qualité traitant du thème abordé ici, merci de compléter l'article en donnant les références utiles à sa vérifiabilité et en les liant à la section « Notes et références ».
Pour les articles homonymes, voir Tagliabue.

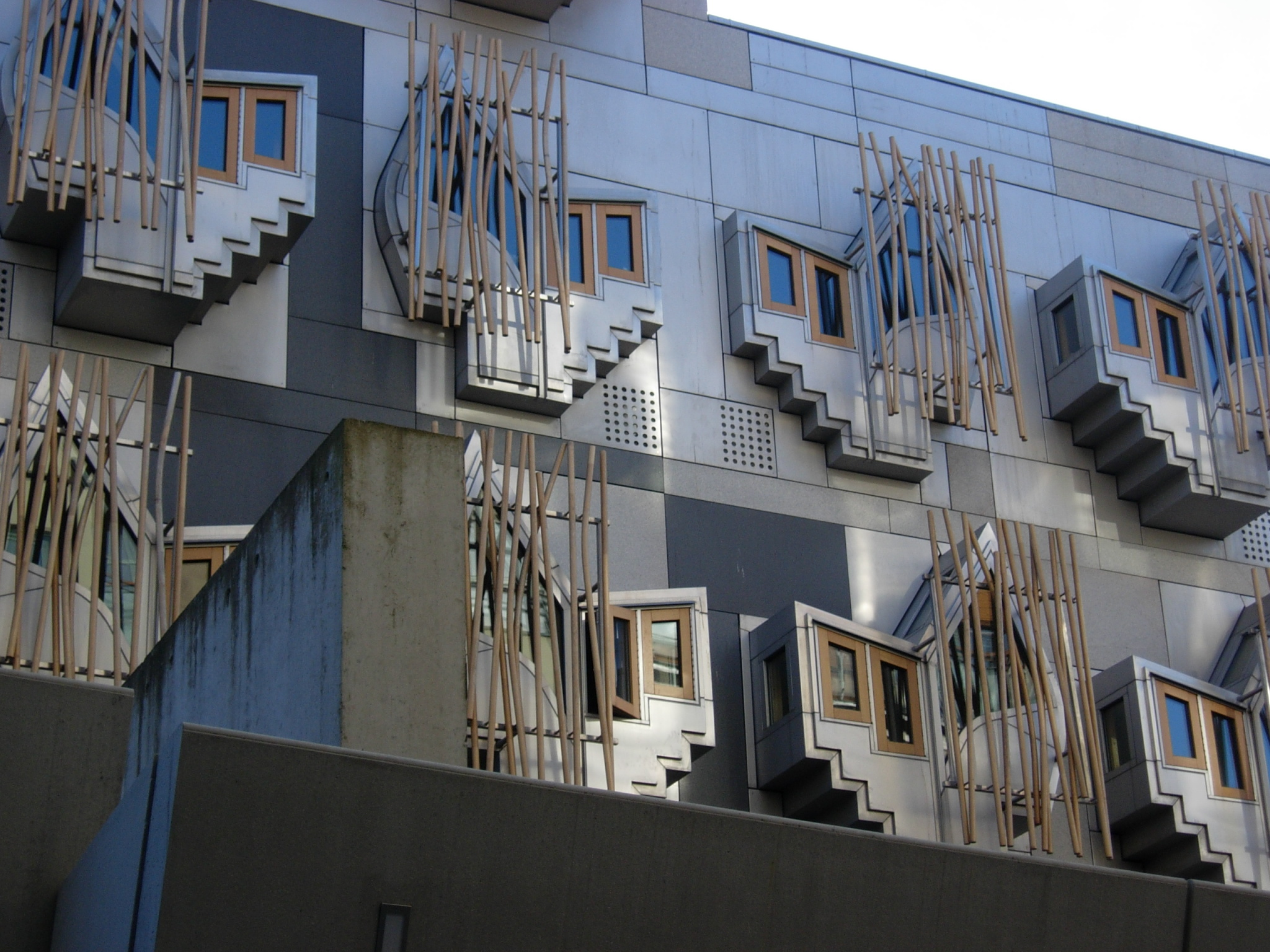
Le nouveau Parlement écossais à Édimbourg

Benedetta Tagliabue (née en 1963 à Milan, Italie) est une femme italienne, exerçant dans le secteur de l'architecture à Barcelone.
Elle fonde avec Enric Miralles, architecte et continue de tenir leur agence espagnole EMBT.

## Formation
En 1980, Tagliabue a étudié un an à l'université Columbia de New York.
À partir de 1981, elle étudie l'architecture à Venise et obtient son diplôme en 1989 avec un travail en commun avec Diane Lewis du Cooper Union sur Central Park.

## Vie professionnelle
Elle participe au projet d'agence Transbuilding and Gandelsonas-Agrest à New York en 1988, mais déménage à Barcelone où elle travaille chez Espinet-Ubach jusqu'en 1990. Elle gagne par la suite 2 prestigieux prix d'architecture.
En 1993, elle ouvre avec son époux Enric Miralles le bureau EMBT, passage de la Pau, à Barcelone.
En 1998, ils gagnent le concours pour le Parlement écossais.
En 1995, le bureau gagne le Stirling Prize, le Grand Prix d'Architecture, pour le Parlement écossais.
En 2001, elle reçoit le prix Delta ADI FAD pour le banc Lungomare d'Escofet.

## Vie privée
Son fils Domenec Miralles Tagliabue naît en 1997.
Sa fille Caterina Miralles Tagliabue naît en 1995.
Le 3 juillet 2000, Enric Miralles meurt brutalement d'une tumeur au cerveau. Tagliabue aurait dit à ce propos que le stress inhérent au projet du parlement aurait contribué à la mort de Miralles en masquant les symptômes de sa maladie, si cela n'en est pas la cause .

## Réalisations (sélection)
- 1995 Reconversion de maison à Barcelone
- 1996 à 2000 6 houses, Amsterdam, Pays-Bas
- 1997 à 2000 Parc Diagonal Mar, Barcelone
- 1997 à 2000 Agrandissement de la mairie d'Utrecht, Hollande
- 1997 à 2001 Bibliothèque à Palafolls, Barcelone
- 1997 à 2001 Reconstruction du marché Santa Catalina, Barcelone
- 1998 à 2000 Agrandissement de l'école de musique de Hambourg
- 1998 à 2002 Parlement écossais à Édimbourg, Écosse
- 1999 Musée Maretas, Lanzarote
- 1999 à 2001 Parc Santa Rosa, Mollet del Vallès, Barcelone
- 1999 à 2006 Torre Mare Nostrum, Siège deGas Natural, Barcelone
- 2002 Espace public Western Hafencity Hambourg
- 2000 à 2005 Bâtiment de la faculté d'architecture de Venise, Italie

## Prix
- 1991 : prix pour son diplôme "Biennal Joves de Barcelona".
- 1991 : ITALSTAD Europe.
- 1995 : Premier Prix National d'Architecture, Espagne, pour l'internat de Morella.
- 1996 : Lion d'Or à la Biennale de Venise.
- 2020: Prix des femmes architectes, catégorie architecte internationale de l'année[2].

## Publications
- 1995 Mixed Talks, Academy Éditions.
- 1996 Monographie par KA Korean Architects. Edited Enric Miralles: opere e Progetti, published by Electa